# Professional Ticket Event
Das Professional Ticket Event 1980 war ein Snooker-Qualifikationsturnier für die Profitour im Rahmen der Saison 1980/81. Die einzige Ausgabe des Turnieres, bei dem es kein Preisgeld gab, wurde vom 7. bis zum 13. Dezember 1980 im Snooker Centre der englischen Stadt Sheffield ausgetragen. Sieger wurde der Engländer Dave Martin, der im Finale den Iren Eugene Hughes mit 9:6 besiegte, während Hughes im Endspiel mit einem 132er-Break das höchste Break des Turnieres spielte.

## Turnierverlauf
Am Turnier nahmen acht Amateurspieler, davon sechs Engländer und zwei Iren, teil, die um die Erteilung der Erlaubnis, auf der Profitour spielen zu können, im K.-o.-System gegeneinander spielten. Dabei wurden alle Spiele im Modus Best of 17 Frames ausgetragen.

|  | Viertelfinale Best of 17 Frames | Viertelfinale Best of 17 Frames |               |   | Halbfinale Best of 17 Frames | Halbfinale Best of 17 Frames |  |  | Finale Best of 17 Frames | Finale Best of 17 Frames |
|  |                                 |                                 |               |   |                              |                              |  |  |                          |                          |
|  | Dave Martin                     | 9                               |               |   |                              |                              |  |  |                          |                          |
|  | Tony Graham                     | 2                               |               |   |                              |                              |  |  |                          |                          |
|  | Tony Graham                     | 2                               | Dave Martin   | 9 |                              |                              |  |  |                          |                          |
|  |                                 |                                 | Dave Martin   | 9 |                              |                              |  |  |                          |                          |
|  |                                 | Ian Williamson                  | 3             |   |                              |                              |  |  |                          |                          |
|  | Ian Williamson                  | Ian Williamson                  | 3             | 9 |                              |                              |  |  |                          |                          |
|  | Ian Williamson                  |                                 |               | 9 |                              |                              |  |  |                          |                          |
|  | Paul Medati                     | 5                               |               |   |                              |                              |  |  |                          |                          |
|  |                                 |                                 | Dave Martin   | 9 |                              |                              |  |  |                          |                          |
|  |                                 | Eugene Hughes                   | 6             |   |                              |                              |  |  |                          |                          |
|  | Eugene Hughes                   | 9                               |               |   |                              |                              |  |  |                          |                          |
|  | Mick Fisher                     | 3                               |               |   |                              |                              |  |  |                          |                          |
|  | Mick Fisher                     | 3                               | Eugene Hughes | 9 |                              |                              |  |  |                          |                          |
|  |                                 |                                 | Eugene Hughes | 9 |                              |                              |  |  |                          |                          |
|  |                                 | Billy Kelly                     | 2             |   |                              |                              |  |  |                          |                          |
|  | Billy Kelly                     | Billy Kelly                     | 2             | 9 |                              |                              |  |  |                          |                          |
|  | Billy Kelly                     |                                 |               | 9 |                              |                              |  |  |                          |                          |
|  | Vic Harris                      | 8                               |               |   |                              |                              |  |  |                          |                          |

### Finale
Der Engländer Dave Martin konnte auf relativ erfolgreiche Jahre als Amateur zurückblicken, da er vor diesem Turnier bereits zweimal das Endspiel der English Amateur Championship erreicht hatte und zweimal verloren hatte – unter anderem gegen den späteren sechsfachen WM-Finalisten Jimmy White. Sein Gegner Eugene Hughes war gar insgesamt vierfacher irischer Meister – zweimal im Snooker sowie zwei weitere Male im English Billiards. Beide hatten den Finaleinzug mit nur fünf verlorenen Frames und demzufolge jeweils mit deutlichen Siegen geschafft.
Nachdem Hughes den ersten Frame der Partie für sich entschieden hatte, dominierte Martin das Spiel deutlich und ging mit 6:1 in Führung. Anschließend gelang es Hughes, auf 6:3 an ihn heranzukommen, jedoch erweiterte Martin seine Führung auf 7:3. Hughes setzte allerdings seine Aufholjagd fort und gewann weitere drei Frames und spielte dabei zum 7:6 mit einem 132er-Break das höchste Break des Turnieres, doch es nützte nichts. Martin gewann die beiden folgenden Frames und somit das Match mit 9:6 und das Turnier und den damit verbundenen Erhalt des Profistatus.
Knapp vier Monate später bestritt Martin im Rahmen der Yamaha Organs Trophy seine ersten Profispiele. Aus dem Teilnehmerfeld des Turnieres folgten in den nächsten Jahren fast alle übrigen Spieler, lediglich Tony Graham verblieb ohne Profistatus auf Amateurebene, beispielsweise wurde Hughes zur Saison 1981/82 Profispieler.
| Finale: Best of 17 Frames Snooker Centre, Sheffield, England, 13. Dezember 1980                                                   |                |               |
| Dave Martin | 9:6            | Eugene Hughes |
| 13:70 (53), 82:15, 85:22 (68), 85:15, 87:33, 76:17, 98:36 (79), 39:87, 51:58, 81:49, 46:78, 21:97 (59), 0:133 (132), 87:15, 64:44 |                |               |
| 79 | Höchstes Break | 132           |
| – | Century-Breaks | 1             |
| 2 | 50+-Breaks     | 3             |

## Century Breaks
Während des Turnieres spielten zwei Spieler jeweils ein Century Break.
- Eugene Hughes: 132
- Billy Kelly: 100